# Trofeo Edil C 2009
Il Trofeo Edil C 2009, tredicesima edizione della corsa, si disputò il 28 marzo 2009 su un percorso di 147 km. Fu vinta dall'italiano Tomas Alberio, che concluse in 3h46'01".
Partiti in 179 al traguardo giunsero solamente 84 corridori.

## Ordine d'arrivo (Top 10)
| Pos. | Corridore          | Squadra      | Tempo    |
| ---- | ------------------ | ------------ | -------- |
| 1    | Tomas Alberio      | Bottoli      | 3h46'01" |
| 2    | Alessandro Trotta  | Bedogni      |          |
| 3    | Pierpaolo De Negri | Neri Sottoli |          |
| 4    | Massimo Graziato   | Bottoli      |          |
| 5    | Jarosław Marycz    | Viris Vigev. |          |
| 6    | Enrico Peruffo     | Palazzago    |          |
| 7    | Davide Cimolai     | Marchiol     |          |
| 8    | Carlos Quintero    | Bedogni      |          |
| 9    | Federico Rocchetti | Casati       |          |
| 10   | Enrico Mantovani   | Trevigiani   |          |